# Onthophagus kapuri
Onthophagus kapuri är en skalbaggsart som beskrevs av S. Endrödi 1974. Onthophagus kapuri ingår i släktet Onthophagus och familjen bladhorningar. Inga underarter finns listade i Catalogue of Life.